# AspIT
AspIT eller Aspie IT er en uddannelse som henvender sig specielt til unge med Asperger-syndrom. Uddannelsens formål er at give folk med Asperger- syndrom eller lignende en IT-uddannelse, de kan benytte på arbejdsmarkedet. Uddannelsen er den første af sin slags i verden og startede i Vejle. Uddannelsen kan nu tages i både Vejle, Aabenraa, Skive, Århus, Aalborg, Esbjerg, Odense og København.
Inden eleven kan starte på AspIT, skal eleven gennemgå et afklaringsforløb. Her ses det, om eleven møder op stabilt, har interesse og viden om IT, kan fungere og klare en erhvervsrettet IT-uddannelse. Bliver eleven erklæret egnet, kan vedkommende starte på uddannelsen. Uddannelsen betales af elevens hjemkommune og mange kommuner er nu blevet klar over at AspIT uddannelsen er et godt tilbud for dem der bliver optaget..

## Fag
Personer med Aspergers fokuserer tit på et bestemt emne, det kan f.eks. være at personen stærkt interesserer sig for biler. AspIT benytter denne evne til at fokusere og hjælper eleven med at koncentrere sig om et bestemt fag under uddannelsen. Eleven vil derefter fokusere på det fag og arbejde ud fra det. Fagene er listet herunder:

### IT-teknik
Faget IT-teknik har som mål mål er at lære eleven at kunne installere og opsætte computere, servere og netværk. Eleven lærer samtidigt at finde fejl i hardware og software.

### Softwareudvikling
Faget Softwareudvikling har som mål er at lære eleven at opbygge software og teste det. Eleven lærer at opsætte databaser, teste software og programmere i programmeringssprog, herunder:
- SQL
- C#
- .Net
- Visual Basic
- Python

### Webudvikling
Faget Webudvikling har som mål er at lære eleven moderne webudvikling, herunder HTML, CSS, JavaScript, PHP og MySQL, samt Node.js og full-stack JavaScript, der gør dem i stand til at varetage en praktik og senere job som webudvikler.

### Quality Assurence (QA)
Faget Quality Assurence (QA)s mål er at lære eleven at foretage struktureret test som Blackbox og Whitebox test. Samtidig vil eleven lære at teste applikationer, samt udføre modul-, komponent- og integrationstest.

### AspITLab
Målet med AspITLab mål er at give eleven arbejdstræning. Det betyder, at eleven kan lære at tilpasse sig og yde den størst mulige arbejdsindsats.

### Praktik
Faget Praktik (P)s mål er at hjælpe eleven til at benytte sit "fokuserede talent", til at indordne sig på arbejdspladsen samt give eleven en relation til virksomheden..